# Новый Петербург
Но́вый Петербу́рг (после 1914 года Новый Петроград) — строительный проект конца XIX — начала XX веков Санкт-Петербурге, соответствующий ему жилищный массив в западной части острова Декабристов (ныне — исторический топоним), а в 1898–1917 годах — также и название юридических лиц, вовлечённых в реализацию объектов в контексте этого проекта. Предложения по «Новому Петербургу» представляли многие градостроители. В их ряду выделяются имена И. А. Фомина и Ф. И. Лидваля, чей проект был принят в 1910-е годы за основу и был частично воплощён в жизнь накануне Первой мировой войны. Многие архитекторы вернулись к «Новому Петрограду» по окончании Гражданской войны. Как один из объектов принятого в 1935 году первого Генерального плана развития Ленинграда, бывший «Новый Петроград» получил новое имя «Жилмассив острова Декабристов».

## История
Санкт-Петербург в конце XIX века был быстро растущим городом, поэтому для его расширения требовалось осваивать всё новые места. Одним их таких мест был выбран остров Голодай (ныне — Декабристов), а точнее — его болотистая западная часть.
В 1898 году этот участок приобрело общество «Новый Петербург» и уже через два года построило на этом участке два доходных дома. Однако из-за технических трудностей того времени дальнейшее освоение остановилось на 10 лет.
В 1910 году территорию выкупил итальянский миллионер Риккардо Гуалино совместно с А. А. Бродским. Примерно тогда же И. А. Фомин разработал проект планировки нового района. Фомин предложил реализовать большую ансамблевую композицию в палладианском стиле. Центром района должна была стать полукруглая площадь, от которой на запад прокладывались три радиальные магистрали, а с востока к площади примыкала рыночная площадь. В 1912 году по проекту Фомина были построены два дома (№ 2 и 10 по нынешнему переулку Каховского). В работе над домом № 2 принимал участие ученик Фомина — архитектор Эрнест Шталберг. При работе над домом № 10 (построен в 1899–1900 годах арх. В. Ф. Розинским) с учётом идей арх. И. А. Фомина был полностью изменён внешний вид здания с перебивкой окон и дверей. Фасад получил архитектурную обработку в неоклассическом стиле. Появились полуколонны и пилястры ионического ордера, медальоны. Тогда же часть чердака перестроили в пятый этаж, который позднее, в 1930-х годах продлили над всем зданием.

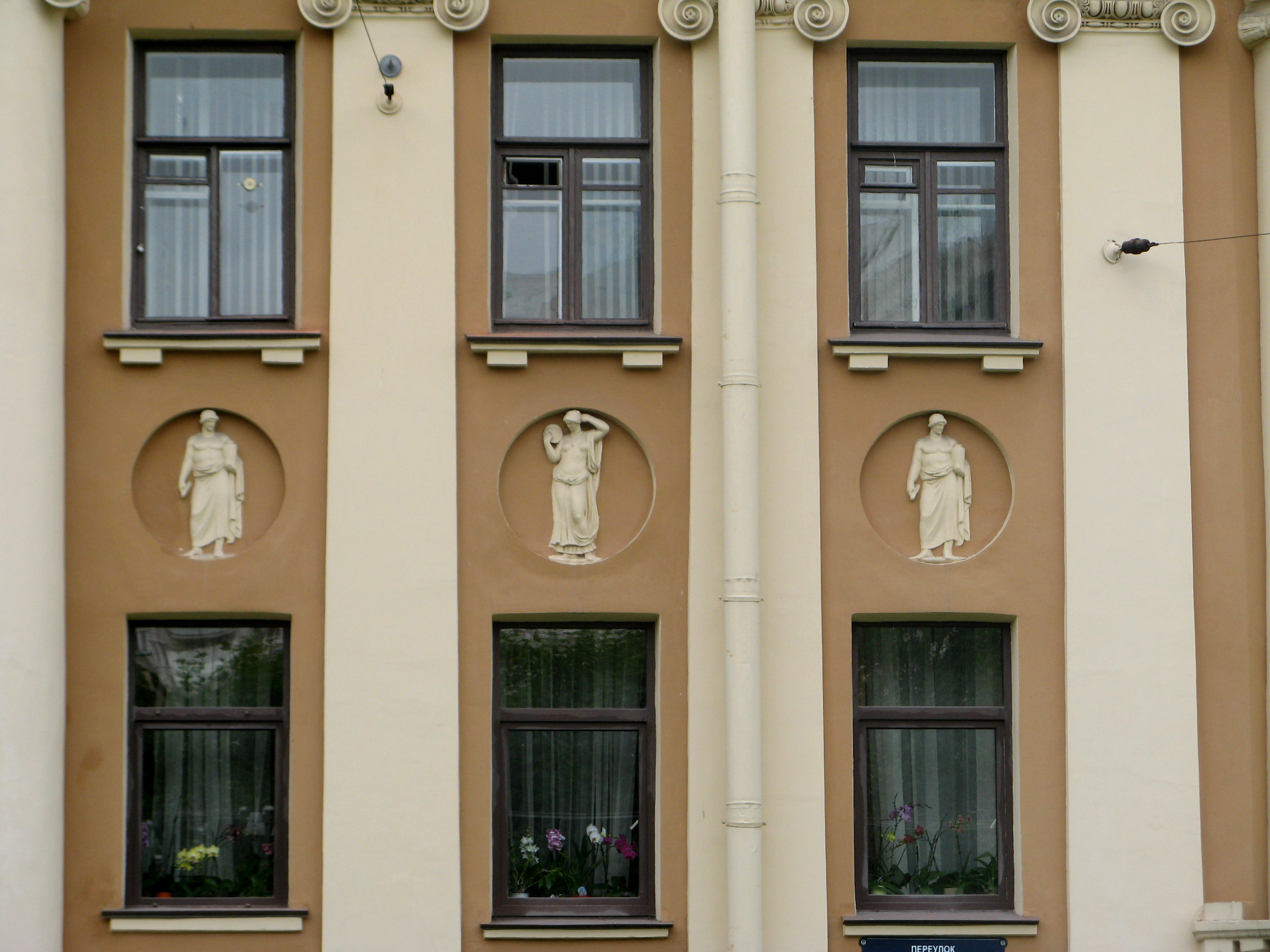
Фасад дома № 10 по переулку Каховского

В 1912–1914 годах вместо рыночной площади на участке были возведены ещё два дома (нынешние адреса — Железноводская улица, д. № 19 и д. № 34). Ф. И. Лидваль построил эти дома по принципу пропилей, создав «разумную композицию», простую и современную. Он реализовал возможности участка, свободного от застройки: спроектированные им компактные в плане здания стоят свободно и обозримы со всех сторон. Декоративное оформление этих домов гораздо строже и проще, чем у Фомина: каннелированные пилястры большого ордера и плоскостной графический орнамент почти не выделяются на однотонных плоскостях фасада. В проектировании этих зданий участвовали архитекторы А. М. Литвиненко и Э. К. Кох. Эти два здания на Железноводской улице дали основу для создания в будущем законченного городского ансамбля.
В 1914 году после переименования столицы проект стал называться «Новый Петроград». Периодически в него вносились коррективы, однако на деле его реализации воспрепятствовала Первая мировая война, поставившая под вопрос привлечение средств для продолжения работ. Тем не менее, в конце 1916 года вошла в строй трамвайная линия, проложенная по правому берегу Смоленки от армянского кладбища с поворотом примерно через километр направо, к центру предполагавшейся застройки. Оборотное кольцо 24-го маршрута под названием «Новый Петроград» было устроено на полукруглой площади при пересечении Барковой улицы и Морского проспекта (в районе современного проспекта КИМа).
По окончании революции и гражданской войны, с середины 1920-х годов архитекторы-участники разработки застройки «Нового Петрограда» вновь возвращаются к проекту, внося в него необходимые коррективы. Несмотря на то, что ещё в январе 1924 года город получил новое имя в честь вождя Октябрьской революции и основателя советского государства, топоним «Новый Петроград» сохраняется на картах Ленинграда как минимум до 1925 года. В версии «Новый Ленинград» (англ. Nowyi Leningrad) этот микрорайон острова Декабристов появляется на карте 1926 года издания. Как курьёз, здесь можно отметить возвращение из небытия названия «Новый Петербург» на карте 1929 года, объясняемое небрежностью лиц, использовавших для переиздания плана Ленинграда морально устаревшие дореволюционные матрицы После включения этого района в список объектов первого Генерального плана развития Ленинграда топоним «Новый Петроград» уступает место описательному «Жилмассив острова Декабристов».
Так или иначе, с середины 1920-х и до 1941 года работы на этой площадке продолжаются без перерыва. В эти годы на острове были проложены современные проспект КИМа, переулок Каховского («правый луч»), а также создана площадь Балтийских Юнг; строятся жилые дома и прокладываются трамвайные линии. Вновь прекратила этот созидательный процесс Великая Отечественная война. Формирование района «Нового Петрограда» было завершено лишь в 1960-е годы, с новыми поправками: продолжение Железноводской улицы стало «центральным лучом», а от прокладки «левого луча» отказались.
Таким образом, планировавшаяся улично-дорожная сеть «Нового Петрограда» в своей основе близка планам И. А. Фомина, а вот архитектурная составляющая претерпела значительные изменения.